# 稀有金属材料与工程
《稀有金属材料与工程》创刊于1970年，是中国大陆工程科技类月刊，编辑部位于陕西省西安市。此刊物由中国有色金属学会，中国材料研究学会，西北有色金属研究院主办。
《稀有金属材料与工程》在2018年被中华人民共和国国家新闻出版广电总局新闻报刊司评为2017年全国“百强报刊”。